# Liste der Kulturdenkmäler in Börfink
In der Liste der Kulturdenkmäler in Börfink sind alle Kulturdenkmäler der rheinland-pfälzischen Ortsgemeinde Börfink aufgeführt. Grundlage ist die Denkmalliste des Landes Rheinland-Pfalz (Stand: 12. Juni 2023).

## Einzeldenkmäler
| Bezeichnung | Lage               | Baujahr | Beschreibung                                                            | Bild            |
| ----------- | ------------------ | ------- | ----------------------------------------------------------------------- | --------------- |
| Alte Mühle  | Dorfstraße 33 Lage | 1865    | Quereinhaus mit Vollkornmühle und Gasthaus, 1865, Obergeschoss von 1878 | Fotos hochladen |